# Caleb Wiley
Caleb Ryan Wiley (Atlanta, 22 dicembre 2004) è un calciatore statunitense, difensore del Watford, in prestito dal Chelsea, della nazionale Under-20 statunitense e della nazionale statunitense.

## Carriera

### Club

#### Gli inizi, Atlanta Utd
Il 18 gennaio 2022 viene ingaggiato dall'Atlanta United come Homegrown Player, dopo che in precedenza aveva già giocato nella squadra riserve del club a partire dal 2021. Il 27 febbraio seguente ha esordito in MLS, disputando l'incontro vinto per 3-1 contro lo Sporting Kansas City, partita nella quale va anche a segno. Complessivamente nel 2022 segna un gol in 25 presenze in MLS.

#### Chelsea e prestito allo Strasburgo
Il 22 luglio 2024 firma un contratto di 6 anni con il Chelsea. Dopo aver svolto la preparazione estiva con il club londinese, l'11 agosto 2024 passa in prestito allo Strasburgo, in Francia.

### Nazionale

#### Nazionali giovanili
Ha rappresentato le nazionali giovanili statunitensi Under-17 ed Under-20.
Il 10 maggio 2023, viene incluso da Mikey Varas nella rosa della nazionale Under-20 statunitense partecipante al Mondiale di categoria in Argentina.

#### Nazionale maggiore
Il 12 aprile 2023 viene convocato per la prima volta in nazionale maggiore, esordendovi 7 giorni dopo nell'amichevole pareggiata 1-1 contro il Messico.

## Statistiche

### Presenze e reti nei club
Statistiche aggiornate al 24 novembre 2024.
| Stagione                | Squadra                 | Campionato              | Campionato | Campionato | Coppe nazionali | Coppe nazionali | Coppe nazionali | Coppe continentali | Coppe continentali | Coppe continentali | Altre coppe | Altre coppe | Altre coppe | Totale | Totale |
| Stagione                | Squadra                 | Comp                    | Pres       | Reti       | Comp            | Pres            | Reti            | Comp               | Pres               | Reti               | Comp        | Pres        | Reti        | Pres   | Reti   |
| ----------------------- | ----------------------- | ----------------------- | ---------- | ---------- | --------------- | --------------- | --------------- | ------------------ | ------------------ | ------------------ | ----------- | ----------- | ----------- | ------ | ------ |
| 2020                    | Atlanta United 2        | USLC                    | 11         | 0          | -               | -               | -               | -                  | -                  | -                  | -           | -           | -           | 11     | 0      |
| 2021                    | Atlanta United 2        | USLC                    | 22         | 0          | -               | -               | -               | -                  | -                  | -                  | -           | -           | -           | 22     | 0      |
| Totale Atlanta United 2 | Totale Atlanta United 2 | Totale Atlanta United 2 | 33         | 0          |                 | -               | -               |                    | -                  | -                  |             | -           | -           | 33     | 0      |
| 2022                    | Atlanta United          | MLS                     | 26         | 1          | USOC            | -               | -               | -                  | -                  | -                  | -           | -           | -           | 26     | 1      |
| 2023                    | Atlanta United          | MLS                     | 30+3       | 4          | USOC            | 1               | 0               | -                  | -                  | -                  | LC          | 2           | 0           | 36     | 4      |
| 2024                    | Atlanta United          | MLS                     | 21         | 1          | USOC            | 2               | 0               | -                  | -                  | -                  | -           | -           | -           | 23     | 1      |
| Totale Atlanta United   | Totale Atlanta United   | Totale Atlanta United   | 77+3       | 6          |                 | 3               | 0               |                    | -                  | -                  |             | 2           | 0           | 85     | 6      |
| 2024-2025               | Strasburgo 2            | N3                      | 1          | 0          | -               | -               | -               | -                  | -                  | -                  | -           | -           | -           | 1      | 0      |
| 2024-2025               | Strasburgo              | L1                      | 6          | 0          | CF              | -               | -               | -                  | -                  | -                  | -           | -           | -           | 6      | 0      |
| Totale carriera         | Totale carriera         | Totale carriera         | 117+3      | 6          |                 | 3               | 0               |                    | -                  | -                  |             | 2           | 0           | 125    | 6      |

### Cronologia presenze e reti in nazionale
| Cronologia completa delle presenze e delle reti in nazionale ― Stati Uniti | Cronologia completa delle presenze e delle reti in nazionale ― Stati Uniti | Cronologia completa delle presenze e delle reti in nazionale ― Stati Uniti | Cronologia completa delle presenze e delle reti in nazionale ― Stati Uniti | Cronologia completa delle presenze e delle reti in nazionale ― Stati Uniti | Cronologia completa delle presenze e delle reti in nazionale ― Stati Uniti | Cronologia completa delle presenze e delle reti in nazionale ― Stati Uniti | Cronologia completa delle presenze e delle reti in nazionale ― Stati Uniti |
| Data                                                                       | Città                                                                      | In casa                                                                    | Risultato                                                                  | Ospiti                                                                     | Competizione                                                               | Reti                                                                       | Note                                                                       |
| -------------------------------------------------------------------------- | -------------------------------------------------------------------------- | -------------------------------------------------------------------------- | -------------------------------------------------------------------------- | -------------------------------------------------------------------------- | -------------------------------------------------------------------------- | -------------------------------------------------------------------------- | -------------------------------------------------------------------------- |
| 20-4-2023                                                                  | Glendale                                                                   | Stati Uniti                                                                | 1 – 1                                                                      | Messico                                                                    | Amichevole                                                                 | -                                                                          | 90’                                                                        |
| 20-1-2024                                                                  | San Antonio                                                                | Stati Uniti                                                                | 0 – 1                                                                      | Slovenia                                                                   | Amichevole                                                                 | -                                                                          | 77’                                                                        |
| 10-9-2024                                                                  | Cincinnati                                                                 | Stati Uniti                                                                | 1 – 1                                                                      | Nuova Zelanda                                                              | Amichevole                                                                 | -                                                                          | 66’                                                                        |
| Totale                                                                     |                                                                            | Presenze                                                                   | 3                                                                          |                                                                            | Reti                                                                       | 0                                                                          |                                                                            |